# Epipedocera effusa
Epipedocera effusa är en skalbaggsart som beskrevs av Holzschuh 1999. Epipedocera effusa ingår i släktet Epipedocera och familjen långhorningar. Inga underarter finns listade i Catalogue of Life.